# Karin Margarita Frei
Karin Margarita Frei (født 1973) er en argentinsk-dansk arkæologisk videnskabsmand. Hun er forskningsprofessor i arkæometri på Danmarks Nationalmuseum i København. Hun har udviklet nye metoder til brug af isotoper til at spore menneskers og dyrs mobilitet, herunder sporingsteknik med høj tidsopløsning for menneskehår og fingernegle såvel som ældgamle uld.
Frei udgav bogen Egtvedpigens rejse i 2018.